# روماريو بيجوت
روماريو بيجوت (بالإسبانية: Romario Piggott)‏ هو لاعب كرة قدم بنمي في مركز الهجوم، ولد في 17 يوليو 1995 في مدينة بنما في بنما. لعب مع تشارلستون بيتري.